# Премия «Тони» за лучшую пьесу
Премия «Тони» за лучшую пьесу — американская театральная награда, присуждаемая фондом American Theatre Wing и «Бродвейской лигой» лучшей новой пьесе (драматическому, немузыкальному спектаклю), впервые исполнявшейся на сцене Бродвейского театра в установленный правилами текущего года период. Премия присуждается драматургу и продюсерам. Пьесы, ставящиеся второй и более раз, могут быть представлены в номинации «Лучший возобновленный спектакль».  Была создана в 1947 году и названа в честь актрисы, режиссёра и сооснователя фонда American Theatre Wing Антуанетт «Тони» Перри.
Последним обладателем за пьесу «Леопольдштадт» и рекордсменом номинации является британский драматург сэр Том Стоппард, получивший награду пять раз. Драматурги Артур Миллер, Терренс Макнэлли, Тони Кушнер, Эдвард Олби, Нил Саймон, Ясмина Реза и Питер Шеффер имеют по две награды. Самое большое количество номинаций у американского писателя Нила Саймона (10), за ним идут Август Уилсон (9) и Том Стоппард (8).

## Лауреаты премии

### 1948—1959
- 1948 — Джошуа Логан и Томас Хегген — «Мистер Робертс»
- 1949 — Артур Миллер — «Смерть коммивояжёра»
- 1950 — Т. С. Элиот — «Вечеринка с коктейлями»
- 1951 — Теннесси Уильямс — «Татуированная роза»
- 1952 — Ян де Хартог — «Кровать»
- 1953 — Артур Миллер — «Суровое испытание»
- 1954 — Джон Патрик — «Чайная церемония»
- 1955 — Джозефа Хейес — «Часы отчаяния»
- 1956 — Альберт Хакетт и Фрэнсис Гудрич — «Дневник Анны Франк»
- 1957 — Юджин О’Нил — «Долгий день уходит в ночь»
- 1958 — Дор Шэри — «Восход солнца в Кампобелло»
- 1959 — Арчибальд Маклиш — «J.B.»

### 1960—1969
- 1960 — Уильям Гибсон — «Сотворившая чудо»
- 1961 — Жан Ануй — «Беккет, или Честь Божья»
- 1962 — Роберт Болт — «Человек на все времена»
- 1963 — Эдвард Олби — «Кто боится Вирджинии Вулф?»
- 1964 — Джон Осборн — «Лютер»
- 1965 — Фрэнк Д. Гилрой — «Если бы не розы»
- 1966 — Петер Вайс — «Преследование и убийство Жан-Поля Марата, представленное актёрской труппой госпиталя в Шарантоне под руководством господина де Сада»
- 1967 — Гарольд Пинтер — «Возвращение домой»
- 1968 — Том Стоппард — «Розенкранц и Гильденстерн мертвы»
- 1969 — Хауард Сэклер — «Большая белая надежда»

### 1970—1979
- 1970 — Фрэнк Макмахон — «Парень из Борстальской тюрьмы»
- 1971 — Энтони Шаффер — «Сыщик»
- 1972 — Дэвид Рэйб — «Палки и кости»
- 1973 — Джейсон Миллер — «Тот самый чемпионат»
- 1974 — Джозеф А. Уолкер — «Река Нигер»
- 1975 — Питер Шеффер — «Эквус»
- 1976 — Том Стоппард — «Травести»
- 1977 — Майкл Кристофер — «Застекленная витрина»
- 1978 — Хью Леонард — «Да»
- 1979 — Бернар Померанс — «Человек-слон»

### 1980—1989
- 1980 — Марк Медофф — «Дети меньшего бога»
- 1981 — Питер Шеффер — «Амадей»
- 1982 — Дэвид Эдгар — «Жизнь и приключения Николаса Никльби»
- 1983 — Харви Файерстин — «Сентиментальная песня»
- 1984 — Том Стоппард — «Отражения, или Истинное»
- 1985 — Нил Саймон — «Билокси Блюз»
- 1986 — Херб Гарднер — «Я не Раппапорт»
- 1987 — Август Уилсон — «Ограды»
- 1988 — Дэвид Генри Хван — «М. Баттерфляй»
- 1989 — Венди Вассерштейн — «Хроники Хайди»

### 1990—1999
- 1990 — Фрэнк Галати — «Гроздья гнева»
- 1991 — Нил Саймон — «Затерявшись в Йонкерсе»
- 1992 — Брайен Фрил — «Танцы во время Луназы»
- 1993 — Тони Кушнер — «Ангелы в Америке: Близится тысячелетие»
- 1994 — Тони Кушнер — «Ангелы в Америке: Перестройка»
- 1995 — Терренс МакНелли — «Любовь, доблесть, сострадание»
- 1996 — Терренс МакНелли — «Мастер-класс»
- 1997 — Альфред Ури — «Последняя ночь Бэллиху»
- 1998 — Ясмина Реза — «Искусство»
- 1999 — Уоррен Лейт — «Музыкант»

### 2000—2009
- 2000 — Майкл Фрейн — «Копенгаген»
- 2001 — Дэвид Обёрн — «Доказательство»
- 2002 — Эдвард Олби — «Коза, или Кто такая Сильвия?»
- 2003 — Ричард Гринберг — «Пригласи меня на свидание»
- 2004 — Даг Райт — «Я сам себе жена»
- 2005 — Джон Патрик Шэнли — «Сомнение»
- 2006 — Алан Беннетт — «Любители истории»
- 2007 — Том Стоппард — «Берег Утопии»
- 2008 — Трейси Леттс — «Август: Графство Осейдж»
- 2009 — Ясмина Реза — «Бог резни»

### 2010—2019
- 2010 — Джон Логан — «Красное»
- 2011 — Ник Стаффорд — «Боевой конь»
- 2012 — Брюс Норрис — «Клайбурн Парк»
- 2013 — Кристофер Дюранг — «Ваня и Соня и Маша и Спайк»
- 2014 — Роберт Шенккан — «До самого конца»
- 2015 — Саймон Стивенс — «Загадочное ночное убийство собаки»
- 2016 — Стивен Кэрэм — «Люди»
- 2017 — Дж.Т.Роджерс — «Осло»
- 2018 — Джек Торн — «Гарри Поттер и Проклятое дитя»
- 2019 — Джез Баттеруорт — «Паромщик»

### 2020—
- 2020 — Мэттью Лопес — «Наследство»
- 2022 — Стефано Массини — «Трилогия братьев Леман»
- 2023 — Том Стоппард — «Леопольдштадт»
- 2024 — Дэвид Адьми — «Стереофония»
- 2025 — Бренден Джейкобс-Дженкинс — «Цель»